# Assemblea costituente (Portogallo)
L'Assemblea costituente (in portoghese: Assembleia Constituinte) fu, in Portogallo, l'organo legislativo istituito per redigere una nuova Costituzione, dopo la rivoluzione dei garofani del 1974.
Fu eletta nelle elezioni del 1975, dove i socialisti ottennaro 116 dei 250 seggi, 80 i liberaldemocratici del Partido Social Democrata, 30 i comunisti e 16 i conservatori del CDS.
Terminò i suoi lavori l'anno successivo, con l'emanazione della nuova costituzione del 2 aprile 1976.
| Controllo di autorità | VIAF (EN) 134282678 · ISNI (EN) 0000 0001 2162 1461 · LCCN (EN) n85332998 |